# 艾迪馬·泰華利斯·祖利亞
艾迪馬·泰華利斯·祖利亞（Ademar Jose Tavares Junior，1980年9月20日—），生于伯南布哥，現效力切爾諾莫雷。
在巴西國內踢了九年後，艾迪馬於2009年6月轉至保加利亞，與查洛摩利簽訂兩年合同。他穿起3號球衣，並於7月7日，在一場友誼賽對索非亞列夫斯基首次登場。

## 連結
- （英文） Profile